# Le Manoir des fantasmes
Pour les articles homonymes, voir Fantasmes.
Pour plus de détails, voir Fiche technique et Distribution.
Le Manoir des fantasmes (Dark Places) est un film fantastique britannique réalisé par Don Sharp et sorti en 1974.

## Synopsis
Après le décès d'Andrew Marr, Edward Foster hérite de son manoir. Malgré les tentatives pour le faire fuir (on lui dit qu'il est hanté), il décide de le rénover et d'y habiter.
D'étranges visions, lourdes de menaces, commencent très vite à le gagner. En parallèle, quelques membres du voisinage, intéressés par une forte somme d'argent qui serait cachée dans le manoir, mettent tout en œuvre pour attirer son amitié. D'abord courtois et indécis, le héros se prête au jeu, mais comme happé par le passé qui resurgit, il ne tarde pas à perdre pied, voire à sombrer dangereusement dans la démence.

## Fiche technique
- Titre : Le manoir des fantasmes
- Titre Anglais : Dark Places
- Réalisation : Don Sharp
- Scénariste : James Hannah Jr. et Don Sharp
- Producteur : James Hannah Jr.
- Photographie : Ernest Steward
- Pays de production : Royaume-Uni
- Format : Couleurs - 1.85:1 - Mono - 35 mm
- Genre : film fantastique
- Durée : 91 minutes
- Date de sortie :
  -  États-Unis : mai 1974
  -  France : 31 octobre 1979
- Affiche : Enzo Nistri (Italie)

## Distribution
- Robert Hardy : Edward Foster / Andrew Marr
- Joan Collins (VF : Annie Balestra) : Sarah Mandeville
- Christopher Lee (VF : Jacques Thébault) : le docteur Ian Mandeville
- Herbert Lom (VF : Francis Lax) : Prescott
- Jane Birkin (VF : Monique Thierry) : Alta
- Jean Marsh : Victoria Marr
- Michael McVey : Francis Marr
- Jennifer Thanisch : Jessica Marr
- Carleton Hobbs (en) : Andrew Marr âgé
- John Levene : le docteur à l'asile
- Roy Evans (en) : Baxter, le chauffeur
- John Glyn-Jones : A.L. Browning, le directeur de la banque
- Martin Boddey : le sergent Riley

## Autour du film
- En France, le film connut une sortie tardive dans l'année 1979, à l'heure où le fantastique gothique anglais venait de perdre sa suprématie au profit du slasher américain.
- Jane Birkin qui tournait ici en langue anglaise fut doublée (sans son accent distinctif) par une autre comédienne pour la version française.